# カルピネート・デッラ・ノーラ
カルピネート・デッラ・ノーラ（イタリア語: Carpineto della Nora）は、イタリア共和国アブルッツォ州ペスカーラ県にある、人口約600人の基礎自治体（コムーネ）。

## 地理

### 位置・広がり

#### 隣接コムーネ
隣接するコムーネは以下の通り。括弧内のAQはラクイラ県所属を示す。
- ブリットリ
- チヴィテッラ・カザノーヴァ
- オフェーナ (AQ)
- ヴィーコリ
- ヴィッラ・チェリエーラ
- ヴィッラ・サンタ・ルチーア・デッリ・アブルッツィ (AQ)

## 行政

### 分離集落
カルピネート・デッラ・ノーラには、以下の分離集落（フラツィオーネ）がある。
- Boschetto, La Fara, Maddalena, San Bartolomeo Superiore, Santa Lucia